# Lee megye (Kentucky)
Lee megye az Amerikai Egyesült Államokban, azon belül Kentucky államban található. Megyeszékhelye és legnagyobb városa Beattyville. Lakosainak száma 7395 fő (2020. április 1.). Lee megye Powell, Wolfe, Breathitt, Owsley, Jackson és Estill megyékkel határos.

## Népesség
A megye népességének változása:
| Lakosok száma | 7798 | 7491 | 7334 | 7260 | 6752 | 7395 |
|               | 2010 | 2011 | 2012 | 2013 | 2015 | 2020 |